# Noemi Lungová
Noemi Ildikó Lungová (* 16. května 1968 Baia Mare) je bývalá rumunská plavkyně.
Byla nejúspěšnější sportovkyní Univerziády 1987 v Záhřebu, kde získala pět zlatých medailí (200, 400 a 800 metrů volným způsobem a 200 a 400 metrů polohový závod) a jednu bronzovou (200 metrů motýlek). Na mistrovství Evropy v plavání v roce 1987 vyhrála 400 metrů polohový závod, byla druhá ve štafetě 4×200 metrů volný způsob a třetí na 200 metrů polohový závod. Startovala na Letních olympijských hrách 1988, kde získala v polohovce stříbrnou medaili na 400 metrů a bronz na 200 metrů.
V roce 1990 odešla na USA, kde vystudovala tělovýchovu na Florida International University a po ukončení závodní kariéry působila jako trenérka.
Jejím manželem je bývalý házenkářský reprezentant Rumunska Cristian Zaharia.